# Bosc de Bernwood
El bosc de Bernwood va ser un dels diversos boscos de l'antic Regne d'Anglaterra i va ser un Bosc de caça real. Es creu que va ser reservat com a terra de caça real quan els reis anglosaxons tenien un palau a Brill i església a Oakley, al segle X i era un lloc preferit per Eduard el Confessor, que havia nascut a les rodalies d'Islip.
Des d'aproximadament el 1217 fins al segle xvii, el bosc va passar per un període gradual de desforestació. Enric II d'Anglaterra (va regnar entre 1154 i 1189) va preparar un mapa del bosc en aquest moment que és una eina inavaluable per ajudar a definir els seus límits antics; no obstant això, el seu propòsit per dibuixar el mapa era dividir el bosc entre els seus nobles. Al segle xvi, un altre mapa del bosc va ser elaborat per quan s'havia reduït molt en grandària. Una vegada més, el mapa es va elaborar sota els auspicis de la Corona com una auditoria dels ingressos que es podrien obtenir en vendre el bosc. Per al regnat de Jaume I d'Anglaterra (va regnar entre 1603 i 1625), el bosc havia perdut el seu estatus de Real i havia desaparegut per complet.
A principis del segle xxi, el nom es refereix a l'àrea de Buckinghamshire i Oxfordshire on estava el bosc en l'època del rei Enric II, cobrint 400 km². Els límits aproximats de l'àrea designada avui recauen dins de la zona delimitada pel riu Gran Ouse, el Padbury Brook, el Claydon Brook i el riu Thame.
El petit i modern bosc de Bernwood a Buckinghamshire té aproximadament 1 km² i és contigu amb Hell Coppice, York's Wood, Oakley Wood i Shabbington Wood.